# Corrado Formigli
Corrado Formigli (Napoli, 24 marzo 1968) è un giornalista, autore televisivo, conduttore televisivo e conduttore radiofonico italiano.

## Biografia
Nasce a Napoli da genitori toscani. Il padre era direttore dei lavori in un'impresa di costruzioni del capoluogo campano. Comincia a fare il giornalista a Paese Sera alla fine degli anni ottanta a Firenze. Iscrittosi alla facoltà di giurisprudenza del capoluogo toscano, durante gli anni dell'università si trasferisce a Londra, dove inizia a scrivere per Il manifesto. Dopo un anno da corrispondente, viene chiamato alla redazione romana del quotidiano per occuparsi di politica e spettacoli. Nel 1994 approda in Rai per Tempo reale. Dal 1996 al 1999 è assunto a Mediaset come inviato delle trasmissioni Moby Dick e Moby's, su Italia 1. Racconta, fra l'altro, la guerra civile in Albania, i massacri dei fondamentalisti islamici in Algeria, la guerra del Kosovo ed il Sudafrica del dopo Mandela.
Nel 2000 torna in Rai come inviato speciale. Lavora nelle trasmissioni Circus di Rai 1,  Il raggio verde (anche come co-conduttore) e Sciuscià, in onda su Rai 2. Il 14 settembre 2001, a New York, racconta l'America dopo l'attentato alle torri gemelle. Nei mesi che seguono è in Medio Oriente: è il primo giornalista televisivo a entrare a Jenin subito dopo i raid israeliani dell'aprile 2002. In seguito alla chiusura di Sciuscià, nel 2003, Formigli passa alla neonata Sky TG24 diretta da Emilio Carelli, dove firma e conduce per 5 anni il talk politico Controcorrente (la prima puntata va in onda il primo settembre 2003).
Nel giugno 2004 conduce il primo episodio della serie di reportage storici Passato Prossimo (scritto con Davide Savelli) sulla battaglia di Montecassino, che va in onda in prima serata su LA7. Sempre nel 2004 collabora alla realizzazione di A risentirci più tardi, incontro-intervista tra Adriana Faranda e Francesco Cossiga, regia di Alex Infascelli, trasmesso da Rai Educational per la serie La storia siamo noi. Nell'estate 2006 e 2008 conduce La Zanzara su Radio 24. Dal settembre 2008 torna a lavorare con Michele Santoro come autore e co-responsabile delle inchieste di Annozero su Rai 2. Ha collaborato con BBC Radio, con Il Fatto Quotidiano, la rivista Elle e l'edizione italiana di How To Spend It, rivista de Il Sole 24 Ore.
Dal 15 settembre 2011 è autore e conduttore, su LA7, del talk show politico Piazzapulita. Nella seconda stagione, sulla base di una staffetta programmata da LA7, Servizio pubblico di Michele Santoro sostituisce Piazzapulita, il quale va in onda con due speciali dal titolo Crack e Crack, si vota venerdì 16 e 30 novembre 2012 alle 22.20, con un format rinnovato e cento minuti di inchiesta filmata. Dal 7 gennaio 2013 Piazzapulita torna in prima serata ogni settimana su LA7 il lunedì al posto de L'infedele di Gad Lerner.
Nel dicembre 2014 è il primo giornalista italiano ad entrare a Kobanê, in Siria, e documentare per Piazzapulita l'assedio dell'ISIS. Da settembre 2015 Piazzapulita si sposta al giovedì sera sostituendo Servizio pubblico di Michele Santoro. Spesso è opinionista nelle puntate di Bersaglio mobile, condotto da Enrico Mentana. A febbraio 2023 inizia la collaborazione con il quotidiano Domani, come editorialista. Nell’aprile del 2024 debutta su LA7 con 100 minuti, programma di inchieste scritto e condotto con Alberto Nerazzini. Nel giugno del 2024 partecipa, in veste di attore, a Titanic, ovvero la nave affonda ma l’orchestra a continua a suonare, spettacolo teatrale di Stefano Massini, con il quale programma una tourneè nazionale.

## Procedimenti giudiziari
Il 20 febbraio 2012 viene condannato, in solido con la Rai, al pagamento di sette milioni di euro dal Tribunale di Torino, in seguito a un servizio giornalistico comparativo sull'Alfa Romeo MiTo, all'interno della trasmissione Annozero. Il 7 giugno 2018 la Corte di Cassazione ha dato ragione a Formigli e ha respinto il ricorso della Fiat condannandola al pagamento delle spese legali.

## Premi
- Premio Ilaria Alpi
  - 1998 – per il documentario sulla guerra civile algerina
  - 1999 – per il documentario sull'apartheid in Sudafrica

- Premio Penne Pulite 
  - 1998 – per il documentario sulla condizione degli operai della Volkswagen a Wolfsburg

- Premio Colombe d'Oro dell'Archivio Disarmo
  - 2015 – premiato

- Premio Mario Francese
  - 2016 – premiato

- Premio Kapuscinski
  - 2016 – premiato

## Pubblicazioni
- Corrado Formigli, Impresa impossibile: storie di italiani che hanno combattuto e vinto la crisi, Milano, Mondadori, 2013, ISBN 978-88-04-63416-4.
- Corrado Formigli, Il falso nemico: perché non sconfiggiamo il califfato nero, Milano, Rizzoli, 2016, ISBN 978-88-17-08696-7.

## Reportage
Reportage realizzati per la trasmissione Piazzapulita: 
- Corrado Formigli, Dentro Kobane - Il reportage esclusivo realizzato a Kobane, cittadina siriana occupata dallo Stato islamico. Corrado Formigli è stato il primo giornalista italiano ad entrare.[6]
- Corrado Formigli, Morte a Raqqa - Reportage dalla capitale siriana dello Stato Islamico.[7]
- Corrado Formigli, Le mogli dell'ISIS - Incontri e interviste con le mogli dei terroristi dello Stato islamico nelle prigioni di Raqqa.[8]
- Corrado Formigli, Mosul, i giorni della vendetta - Reportage dalla capitale irachena dello Stato islamico.[9]
- Corrado Formigli, Baghdad, la strage dimenticata - Reportage esclusivo dall'inferno della strage del luglio 2016.[10]
- Corrado Formigli, La fine dell'innocenza - Il racconto della strage degli yazidi per opera dell'ISIS attraverso le voci e le storie dei protagonisti.[11]
- Corrado Formigli, Parla un prigioniero dell'ISIS - In un'intervista si racconta un prigioniero dello Stato islamico.[12]
- Corrado Formigli, Le radici del male - Reportage da Sinjar, all'indomani della liberazione dall'occupazione dell'ISIS.[13]
- Corrado Formigli, Chi difende i confini dell'Occidente - Reportage dall'Iraq tra le file dei Peshmerga che combattono contro l'ISIS.[14]
- Corrado Formigli, Con gli occhi chiusi - Reportage dal Somaliland, il Paese invisibile nel nord della Somalia, dove non piove quasi più. Un viaggio che racconta le migrazioni e il lavoro delle ONG.[15]